# USS Fair American (1812)
USS Fair American – szkuner służący w United States Navy w czasie wojny brytyjsko-amerykańskiej. Wziął udział w walkach na jeziorze Ontario.
Jednostka została zakupiona w październiku 1812 w Oswego i wraz z resztą eskadry w czasie zimy 1812–1813 przebywała w Sackets Harbor. Później wspierała operacje lądowe w rejonie jeziora Ontario, w tym lądowanie sił generała Henry’ego Dearborna w liczbie 1700 ludzi, które zaowocowało zajęcie Yorku (obecnie Toronto) 27 kwietnia 1813.
W 1814 okręt został przerobiony na transportowiec i używany do przewożenia zapasów i żołnierzy. Wraz z zakończeniem wojny okręt został sprzedany w Sacketts Harbor 16 maja 1815.